# Bolitogyrus buphthalmus
Bolitogyrus buphthalmus (лат.) — вид коротконадкрылых жуков рода Bolitogyrus из подсемейства Staphylininae
(Staphylinidae). Неотропика: Мексика, Коста-Рика, Гватемала.

## Описание
Длина около 1 см. Голова без центрального выступа; усики и ноги двухцветные, окраска тела чёрная, коричневато-бронзовая. Голова, пронотум и надкрылья с зеленовато-бронзовым блеском (Мексика) или пурпурно-голубоватым блеском (Гватемала).
Антенномеры I—V усиков без плотного опушения; боковые части задних голеней без шипиков, только со щетинками; глаза сильно выпуклые и занимающие почти всю боковую поверхность головы. Обнаружен на гнилой древесине в тропических и облачных лесах на высотах 487—1737 м.
Вид был впервые описан в 1840 году немецким энтомологом Вильгельмом Фердинандом Эрихсоном, а его валидный статус подтверждён в ходе ревизии, проведённой в 2014 году датским колеоптерологом Адамом Брунком (Adam J. Brunke; Biosystematics, Natural History Museum of Denmark, University of Copenhagen, Копенгаген, Дания).